# A-12 (偵察機)
A-12
飛行中のA-12
- 用途：高高度偵察機
- 製造者：ロッキード社
- 運用者：中央情報局
- 生産数：A-12：13機
- 退役：1968年
- 運用状況：博物館にて展示

A-12は、ロッキード社のスカンクワークス責任者クラレンス・ケリー・ジョンソンが設計し、中央情報局（CIA）向けに製造した偵察機である。
A-12は、1962年-1964年にかけて生産され、1963年-1968年まで運用された。1962年4月に初飛行したこの単座型航空機は、アメリカ空軍のYF-12迎撃戦闘機および著名なSR-71の先駆けになる。1968年5月に最終任務が実施され、計画と本機は同年6月に退役した。

## 設計と開発

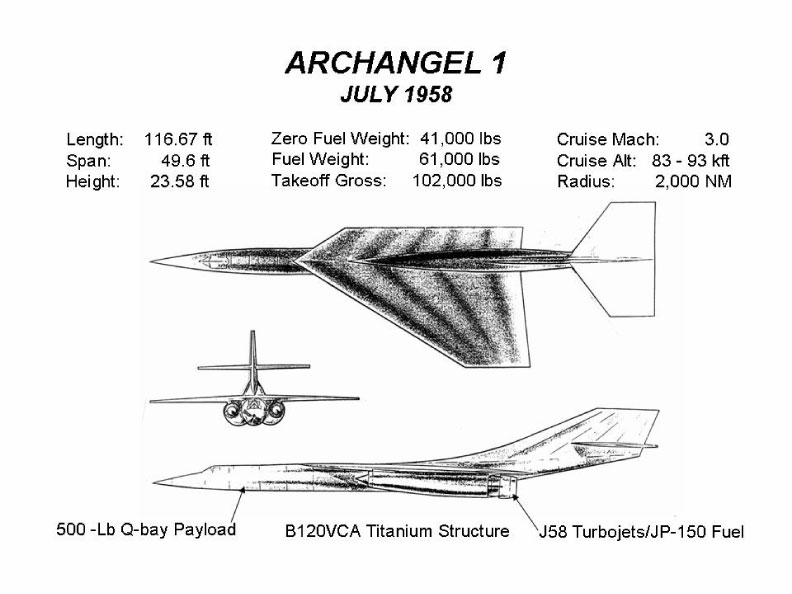
Archangel-1

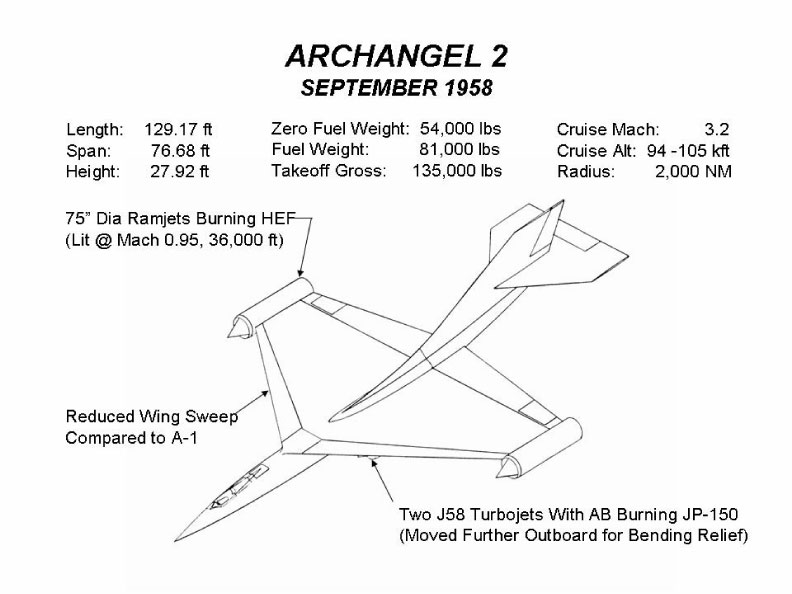
Archangel-2

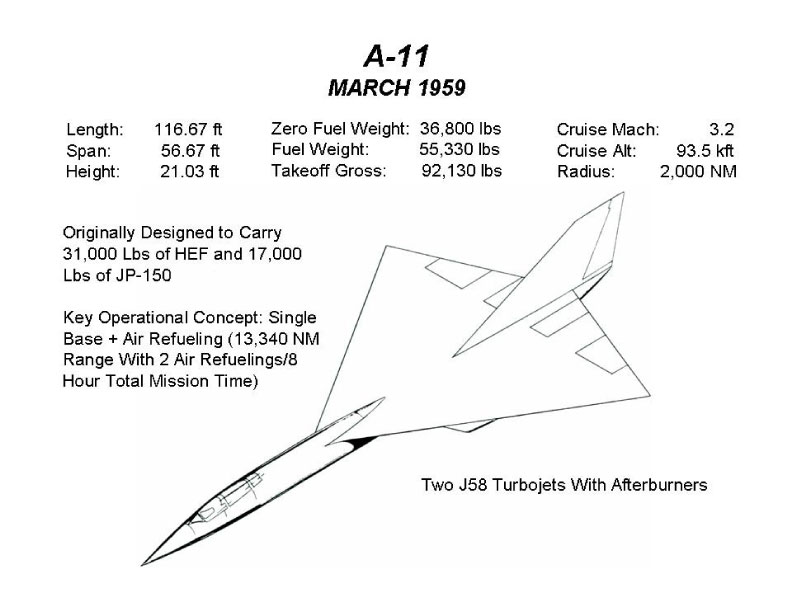
A-11

A-12開発は、U-2の後継機を開発するための準備作業として1950年代にロッキード社内で開始され、「天使（Angel）」として知られたU-2計画にちなんで、設計案は「アークエンジェル（Archangel）」と通称された。設計が進化し、形状が変化させられるにつれ、ロッキード社内での呼称が、Archangel-1からArchangel-2等々に変化した。進化した設計案に対するこれらの通称は簡単に「A-1」「A-2」として知られるようになった。A-12は、U-2後継機の開発における12番目の設計であった。個々の航空機に対する多くの内部文書と参考文献では、ジョンソンの好んだ接頭辞による呼称が用いられた。
1959年、CIAはコンベア社のキングフィッシュと呼ばれた提案を斥け、ロッキードのA-12を選定した。1960年1月26日、CIAは12機のA-12を発注した。CIAによる選定の後、さらなる設計と生産が「オックスカート（OXCART）」の秘匿名のもとで実施された。
カリフォルニア州バーバンクのスカンクワークスでの開発と生産の後、1962年4月26日に最初のA-12がグルームレイク試験場に搬入され、ロッキードのテストパイロット、ルー・シャルク（Lou Schalk）がA-12の公試飛行を行った。最初の公式飛行は同年の4月30日である。1962年5月はじめの最初の超音速飛行では、A-12はM1.1の速度に到達した。
1962年、最初の5機のA-12は、17,000ポンド（76kN）の推力を発揮するプラット・アンド・ホイットニー製のJ75 エンジンを搭載して飛行した。J75 エンジン2機を装備するA-12は、おおよそM2の速度を発揮することができた。
1962年10月5日には、新たに開発されたJ58 エンジンを1基だけ装備し、片方はJ75 エンジンのA-12が飛行した。1963年はじめには両方のエンジンをJ58とし、1963年中にM3.2の速度を記録した。また、同じく1963年5月24日に1機のA-12がユタ州ウェンドーヴァー（Wendover）付近で墜落、A-12計画で初の機体喪失が生じた。1964年6月には最後の1機がグルームレイク試験場に搬入された。
A-12は、ジェットエンジン双発のデルタ翼機で、エンジンは主翼中ほどにあり、2基のエンジンナセル上に左右各1枚の垂直尾翼を有する。機首横まで張り出した特徴的なチャインを有している。SR-71との外見的な差異は少ないが、テイルコーンの長さはA-12の方が短く、機首横のチャインもA-12の方が小さい。
A-12計画の生産行程を通じて、18機が製造された。これらのうち、13機がA-12、3機がアメリカ空軍向けYF-12A（これらはオックスカート計画の資金で建造されたものではない）、2機はD-21無人偵察機の母機M-21であった。13機のA-12のうち1機は複座練習機型とされた。2つ目のシートは、操縦士の後ろに備えられ、教官が前方を見ることができるように前席よりも高い位置に取り付けられた。
1967年5月には、沖縄県の嘉手納飛行場に飛来し、ブラックシールド部隊（BLACK SHIELD unit）が作戦状態に入ったことが宣言された。1968年1月には任務をSR-71に置き換える準備として、ロッキード社は、A-12製造に使われた生産設備を破棄するよう命じられた。

## 運用史
A-12は、CIAのブラックシールド作戦で嘉手納飛行場に作戦展開され、1967年5月22日に最初のA-12が到着した。さらに2機が5月24日および27日に到着し、30日には部隊が作戦可能となったことが宣言され、31日には作戦が開始された。
Mel Vojvodichは、ブラックシールド作戦初のフライトを行い、北ベトナム上空を高度80,000フィート、M3.1で航過し、地対空ミサイル陣地を撮影した。1967年中に、嘉手納飛行場よりA-12はベトナム戦争支援のため22回の作戦を実施した。1968年中には、ブラックシールド作戦は、ベトナムで多くの作戦活動を行い、プエブロ号事件の支援にあたった。1968年5月8日に、ジャック・レイトンがA-12最後の任務を行った後、A-12はSR-71に地位を譲って現役を退いた。ほぼ1年間のブラックシールド作戦で、A-12は29ソーティの作戦を実施した。作戦終了後ほどなく、A-12全機の退役からちょうど2週間半前の1968年6月4日、嘉手納を発進したジャック・ウイークスの操縦するA-12がフィリピン近海の太平洋に墜落した。同機はエンジン換装後の機能点検飛行中であった。
沖縄での作戦展開中に、A-12（後にSR-71）は、その姿にちなみハブと呼ばれるようになった。
1968年6月21日、パイロットのフランク・マレイはカリフォルニア州パームデールに向けて、A-12最後の飛行を行った。

### 退役

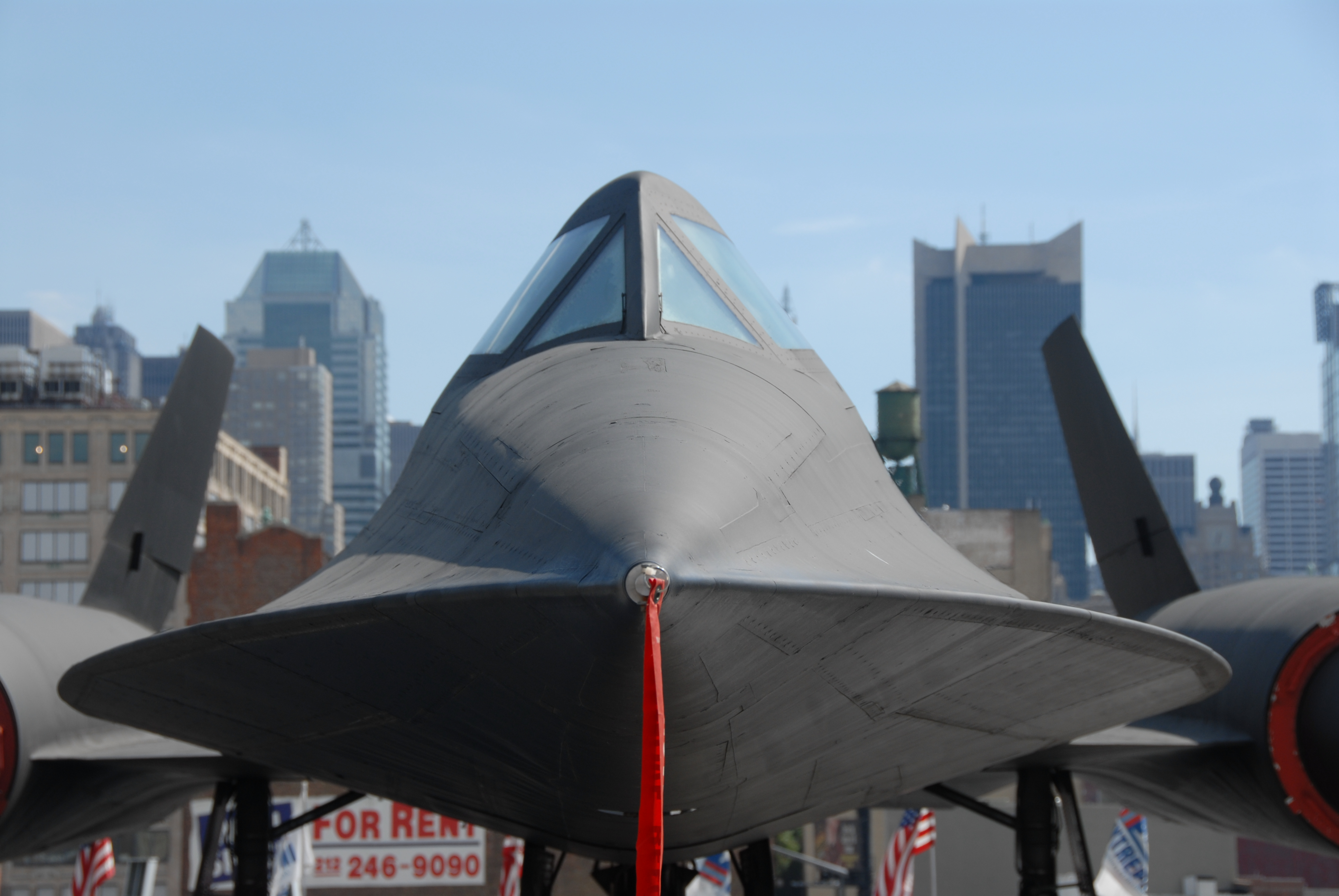
イントレピッド海洋・航空・宇宙博物館に展示されたA-12を前面から見る

オックスカート計画のもともとの概念とA-12の作戦運用との間にはほぼ10年の歳月が過ぎていた。29回の作戦飛行ののち、A-12は退役した。沖縄に展開していたA-12はカリフォルニア州パームデールに帰還し、保管庫に収納された。
現存する機体は、合衆国中の博物館に寄贈される前に、ほぼ20年間にわたってパームデールに保管されていた。2007年1月20日、ミネソタ州議会とボランティアの抗議を受けて、ミネソタ州ミネアポリスに保管されていたA-12は、CIA本部にて展示するために分解・搬送された。

## 年表
以下の年表には、A-12だけでなく一部に後継機のSR-71の事跡を含んでいる。
- 1956年8月16日 - U-2の領空航過に対するソ連の抗議により、リチャード・M.ビッセル（en:Richard M. Bissell, Jr.）は、U-2のレーダー反射断面積を減少させるための最初の会合を開いた。これは後にレインボウ計画（Project RAINBOW）に発展する。
- 1957年12月 - ロッキード社、後にグスト計画（Project GUSTO）になる、超音速ステルス航空機の設計を開始する。
- 1957年12月24日 - 最初のJ58 エンジンが作動。
- 1958年4月21日 - ケリー・ジョンソン、M3級の航空機に関する最初のノートを作成。これは当初U-3と呼ばれたが、のちにアークエンジェル Iに発展した。
- 1958年11月 - ランド委員会（Land Panel）、ロッキード A-3を覆して、コンベア社のフィッシュ（FISH、B-58から発進するパラサイト航空機）を予備選定。
- 1959年6月 - ランド委員会、コンベアのフィッシュを覆して、ロッキード A-11を予備選定。両者とも再設計を指示される。
- 1959年9月14日 - CIA、コンベアのキングフィッシュ（KINGFISH）を却下してロッキード A-12を選定し、対レーダー対策研究、空力学構造試験、技術設計に資金を提供。オックスカート計画確定。
- 1960年1月26日 - CIA、12機のA-12を発注。
- 1960年5月1日 - フランシス・ゲーリー・パワーズの搭乗するU-2、ソ連上空で撃墜される。
- 1962年4月26日 - A-12初飛行。
- 1962年6月13日 - SR-71のモックアップ、空軍の審査を受審。
- 1962年7月30日 - J58 エンジン、飛行前試験を完了。
- 1962年10月 - J58 エンジンを搭載したA-12の初飛行。
- 1962年12月28日 - ロッキード、6機のSR-71の製造契約に調印。
- 1963年1月 - J58 エンジンを装備したA-12が稼動状態に入る。
- 1963年5月24日 - A-12、最初の損失（製造番号60-6926号機）。
- 1964年6月 - A-12の最後の1機がグルームレイク試験場に搬入される。
- 1964年7月25日 - ジョンソン大統領、SR-71について公式発表を行う。
- 1964年10月29日 - SR-71のプロトタイプ（製造番号61-7950号機）、パームデールに搬入。
- 1964年12月22日 - SR-71初飛行。
- 1966年12月28日 - 1968年6月までにA-12計画を終了させる決定が下される。
- 1967年5月31日 - A-12、嘉手納飛行場よりブラックシールド作戦を実施。
- 1967年11月3日 - A-12およびSR-71、偵察飛行を実施。成果は不明。
- 1968年1月23日 - プエブロ号事件発生。
- 1968年2月5日 - ロッキード、A-12、YF-12およびSR-71の生産設備の破棄を命じる。
- 1968年3月28日 - A-12と交代する、最初のSR-71A（製造番号61-7978号機）、嘉手納飛行場に到着。
- 1968年3月21日 - 嘉手納飛行場より、SR-71A（製造番号61-7976号機）、ベトナム上空での作戦飛行に出撃。
- 1968年6月5日 - ジャック・レイトン、北朝鮮上空におけるA-12の最後のフライトを実施。
- 1968年6月5日 - A-12、最後の墜落事故（製造番号60-6932号機）。
- 1968年6月21日 - 退役。

## 派生型

### YF-12A
YF-12計画は、CIAのために設計されたA-12の派生型で、1962年に初飛行し、限定的に生産された。ロッキードは、既に設計・研究開発の作業と投資が済んでいるA-12を基礎とする航空機によって、低コストでXF-108の代替機を提供できると空軍を説得した。アメリカ空軍は1960年に、A-12生産ラインの第11-13スロットを取得し、それらをYF-12A迎撃戦闘機の構成で仕上げることに同意した。
YF-12規格とするための主要な変更点には、機首を改修してXF-108のために開発されていたヒューズ AN/ASG-18火器管制レーダーを収納できるようにすることや、火器管制レーダーを操作する乗員用に後席を追加することといったものがあった。機首の改修により機体の空力特性が大きく変化し、胴体下とエンジンナセル下部にベントラルフィンを追加する必要が生じた。A-12の偵察機材を収納していた機内ベイはミサイルを格納するために換装された。

### M-21/D-21

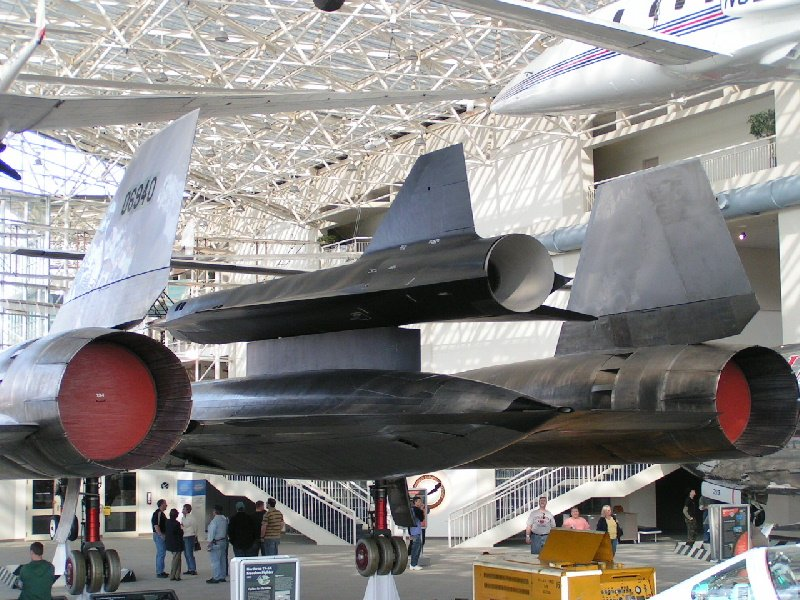
M-21機上に搭載されたD-21B無人機

A-12の基本設計に対する注目すべき派生型がM-21である。M-21はD-21無人高速偵察機を運搬し発進させるために用いられた。M-21は、A-12単座型のQベイ（偵察カメラを収納した）を発射管制員のための後席で置き換えたものである。作戦のために無人機を搭載した際、この改造機はM-21と呼ばれた。D-21は完全自律動作であった。発射されたD-21はターゲット上空を航過し、偵察データパッケージを投下するために事前に決定されている会合地点へ向かう。パッケージは空中でC-130に回収され、無人機は自爆する。
1966年、無人機が発進時に母機に衝突して破損させ、後席乗員を死亡させる事故が起きた。この出来事により、M-21の開発は中止された。

### その他の派生型
A-12B
A-12の複座練習機。
B-12
A-12の爆撃機型。不採用。
RB-12
A-12の偵察爆撃機型。不採用。
AF-12
長距離迎撃戦闘機型。後にYF-12Aに改称。

## 機体一覧
| 製造番号 | 型式  | 所在地 |
| -------- | ----- | --- |
| 60-6924  | A-12  | A-12初飛行を実施した機体。空軍飛行試験センター付属博物館「ブラックバード・エアパーク」にて展示。エドワーズ空軍基地（カリフォルニア州パームデール）内。 |
| 60-6925  | A-12  | イントレピッド海洋・航空・宇宙博物館（ニューヨーク）に停泊する退役空母「イントレピッド」のフライトデッキ上にて展示。                                   |
| 60-6926  | A-12  | 1963年5月24日、喪失。 |
| 60-6927  | A-12B | 複座練習機型。カリフォルニア科学センター（カリフォルニア州ロサンゼルス）                                                                               |
| 60-6928  | A-12  | 1967年1月5日、喪失。 |
| 60-6929  | A-12  | 1967年12月28日、喪失。 |
| 60-6930  | A-12  | 全米宇宙ロケット・センター（アラバマ州ハンツビル）。                                                                                                   |
| 60-6931  | A-12  | CIA本部（バージニア州ラングレー）。 |
| 60-6932  | A-12  | 1968年6月5日、喪失。 |
| 60-6933  | A-12  | サンディエゴ航空宇宙博物館（カリフォルニア州サンディエゴ、バルボア公園内）。                                                                           |
| 60-6937  | A-12  | 南部航空博物館（Southern Museum of Flight、アラバマ州バーミングハム）。                                                                                |
| 60-6938  | A-12  | 戦艦アラバマ記念公園（戦艦「アラバマ」、アラバマ州モービル）。                                                                                         |
| 60-6939  | A-12  | 1964年7月9日、喪失。 |

## 要目 (A-12)

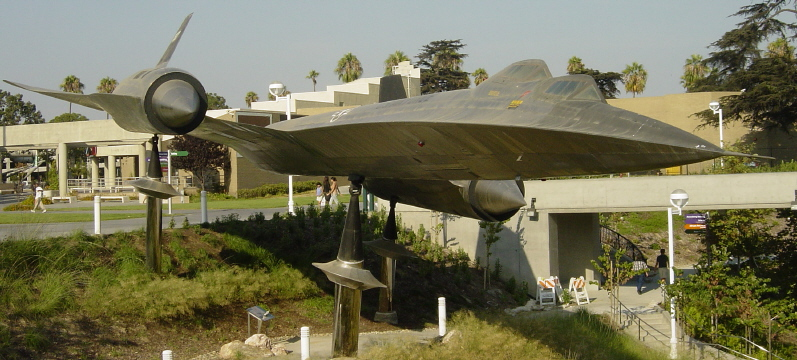
ただ1機だけ建造されたA-12の複座練習型、通称"Titanium Goose"（チタニウムグース。「チタンのガチョウ」の意）。カリフォルニア科学センター（カリフォルニア州ロサンゼルス）にて展示中

出典: OXCART vs Blackbird: Do You Know the Difference?、A-12 Utility Flight Manual、Lockheed SR-71 Blackbird
諸元
- 乗員: 1（複座練習機型は2）
- ペイロード: 偵察器材：1,100kg （2,500lb）
- 全長: 30.9m （101ft 9in）
- 全高: 5.64m （18ft 6in）
- 翼幅: 16.89m（55ft 5in）
- 翼面積: 170mm2 （1,795ft2）
- 空虚重量: 30,600kg
- 動力: プラット・アンド・ホイットニー J58-1 アフターバーナー付きノンブリード式ターボジェット、144.57kN （32,500lbf）  × 2

性能
- 最大速度: 3553.432km/h （2,208mph（高度90,000ft））
- 航続距離: 3000mi
- 実用上昇限度: 27432m （90,000ft）
- 上昇率: 60m/s （11,800ft/min）
- 推力重量比: 0.56